# 손빈 (가수)
손빈(1964년 ~ )은 대한민국의 가수다. 대표곡으로 2016년에 발매한 '그물'이 있다.

## 방송
- 미스터트롯3 (2024) - Top54